# Moschea Alamgir
La moschea Alamgir si trova a Varanasi nello stato federato dell'Uttar Pradesh in India. È conosciuta anche come Beni Madhav ka Darera e moschea di Aurangzeb. Fu costruita nel XVII secolo dall'imperatore moghul Aurangzeb.

## Storia
Nel luogo in cui si trova la moschea, un tempo sorgeva un tempio indù dedicato a Vishnu e fatto costruire dal reggente Maratha Beni Madhur Rao Scindia. Quando l'imperatore moghul Aurangzeb conquistò la città distrusse il tempio e diede ordine di costruire una moschea al suo posto. Parti delle rovine del tempio originario furono usate per la costruzione del nuovo edificio. La moschea prese il nome di Alamgir, lo stesso titolo onorifico che Aurangzeb acquisì quando divenne imperatore.

## Architettura

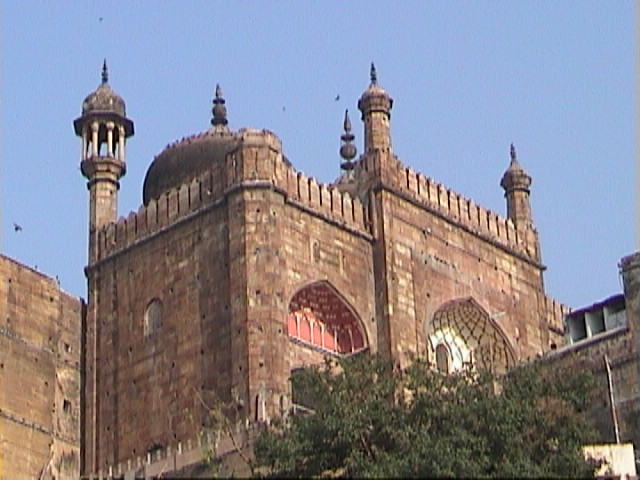
La moschea vista dai ghat

La moschea si trova in una posizione elevata, sopra il Ghat Panchganga.
Da un punto di vista architettonico, l'edificio è una miscela di stili indù e islamico. Il tetto è formato da cupole e minareti. Due dei minareti originali non esistono più: uno crollò uccidendo alcune persone e l'altro fu demolito a causa di problemi di stabilità.
L'interno della moschea è accessibile. È possibile salire sul tetto attraverso una ripida e angusta scala per godere di una splendida vista della città.

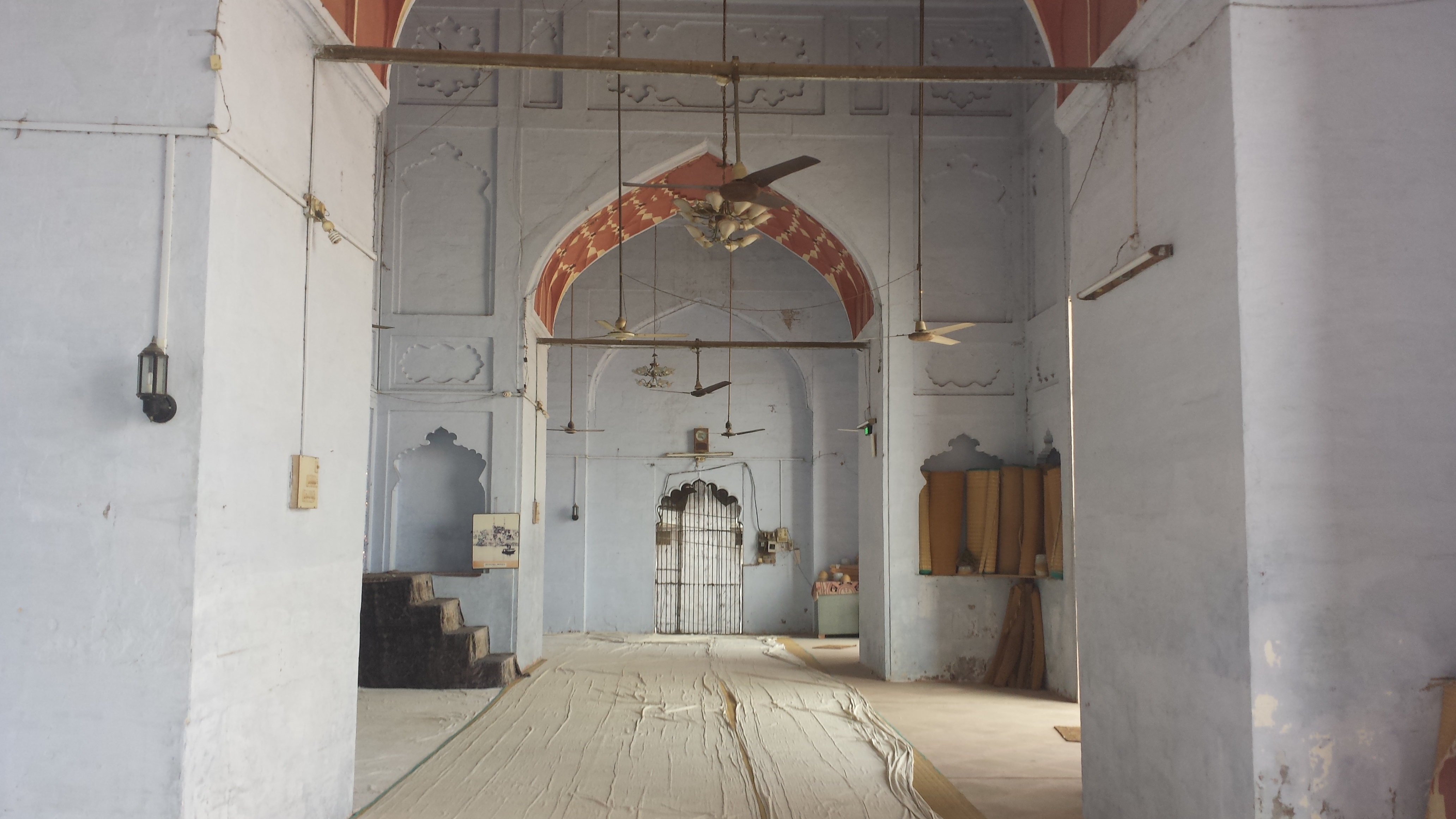
Vista dell'interno